# سوف (بلده)
سوف (به عربی: سوف) یک منطقهٔ مسکونی در اردن است که در استان جرش واقع شده‌است.